# František Koucký (konstruktér)
František Koucký (20. července 1907 Krnsko – 11. ledna 1994), byl český zbraňový konstruktér. Společně se starším bratrem Josefem tvořili konstrukční tým z jejichž provenience vzešla řada novátorských konstrukcí, zejména známé pistole CZ 75.

## Život
František se narodil v obci Krnsko u Mladé Boleslavi jako čtvrté dítě rodině strojnického mistra Kouckého. Vyučil se v České zemské řemeslnické škole v Mladé Boleslavi nástrojářství, poté Vyšší státní průmyslovou školu. V roce 1926 nastoupil do továrny L. Kotek, spol. s.r.o. (v níž byl v té době otec ředitelem) jako nástrojař. V roce 1945 se oženil s o pět let mladší Vlastou Žďárskou, společně pak měli syna Vojtěcha (* 1951). Uměl částečně německy a anglicky. V roce 1955 mu byla udělena Státní cena II. stupně s čestným titulem Laureát státní ceny Klementa Gottwalda.

## Značení zbraní
Oba bratři označovali zkonstruované zbraně písmeny ZK (Zbrojovka Koucký) a následně trojčíselným kódem, z něhož první dvě čísla určovala rok vzniku konstrukce, poslední číslo pak bylo číslo verze:[zdroj?]
- Rok 1938: ZK382, ZK383H, ZK384, ZK385
- Rok 1939: ZK395,
- Rok 1940: ZK403, ZK404, ZK405, ZK406, ZK407
- Rok 1941: ZK412, ZK414 (ZB 303 Br)
- Rok 1941: ZK416, Puška  vz. 41 (resp.  Modell SS 41(t)  a Modell 41/15 mm)
- Rok 1942: ZK420, ZK423, ZK425
- Rok 1945: ZK453, ZKM468, ZKM451, ZKM452, ZKM454, ZKM455, ZKM456, ZKM468
- Rok 1946: ZKM465/ZKW 465 Hornet, ZKW465, ZK466,
- Rok 1947: ZK476, ZK477, ZK475
- Rok 1948: ZK481, ZK483
- Rok 1949: ZK492, ZKP493, ZK494, ZK496
- Rok 1950: ZKP501, ZKP504
- Rok 1951: ZK514
- Rok 1952: ZK520, ZKP521
- Rok 1954: ZKP541
- Rok 1955: ZKR551 r
- Rok 1956: ZKM561, ZKM562
- Rok 1957: ZKM573
- Rok 1959: ZKR590
- Rok 1960: ZKK600, ZKK601, ZKK602
- Rok 1961: ZKM611
- Rok 1975: ČZ 75